# Copa Africana de Naciones 2010
La Copa Africana de Naciones 2010 (en portugués: Campeonato Africano das Nações de 2010) fue la XXVII edición del torneo de selecciones de fútbol más importante de África. Se realizó en Angola del 10 al 31 de enero de 2010.

## Elección del país anfitrión

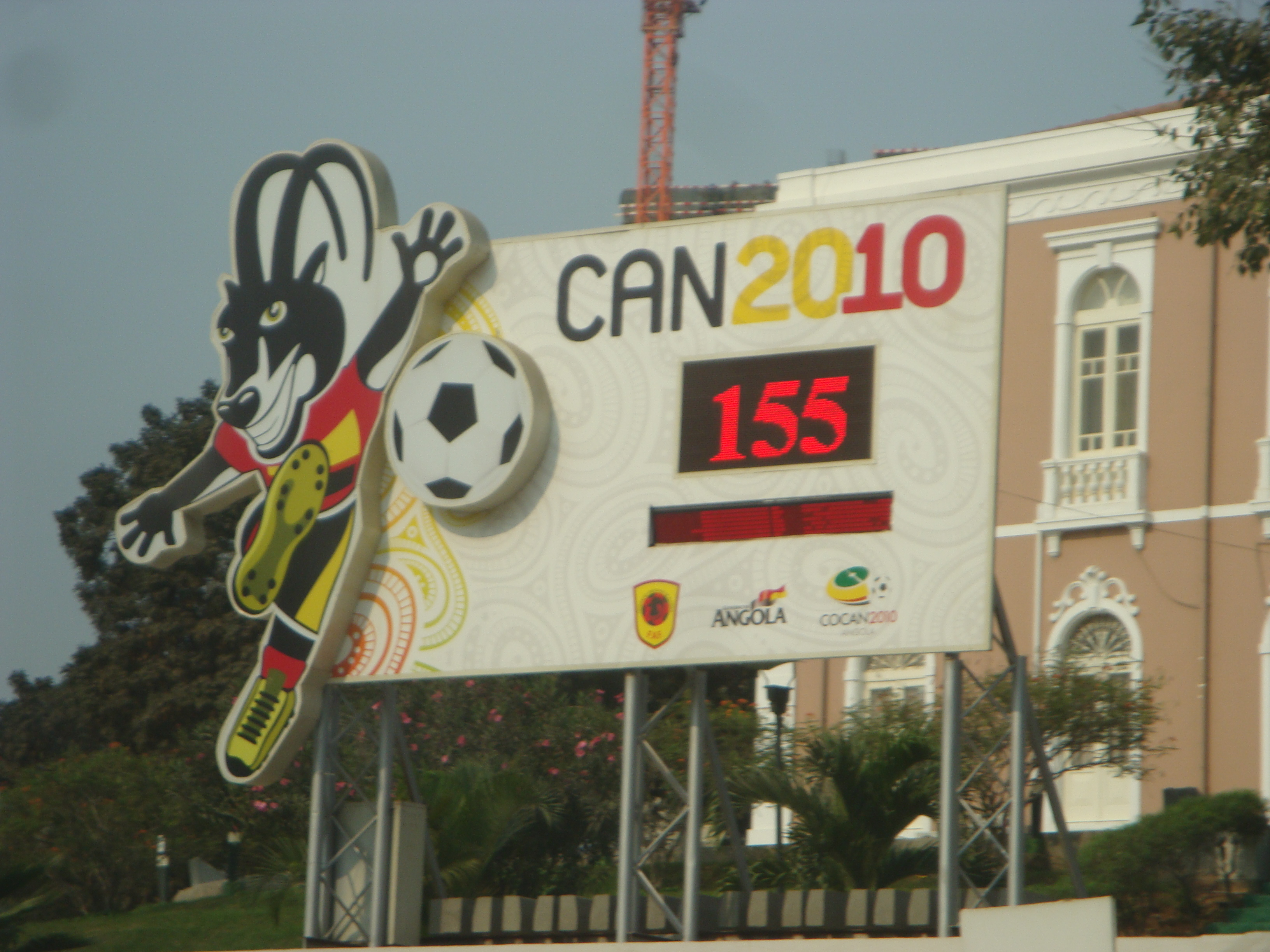
Cartel publicitario en Angola que mostraba la cuenta atrás para el comienzo del torneo.

En el año 2005 se inició el proceso de recepción de candidaturas de los países interesados en acoger el torneo, fueron nueve países que, mediante sus asociaciones nacionales de fútbol, presentaron sus candidaturas ante la CAF antes de la fecha límite fijada para el 31 de octubre de aquel año, estos fueron: Angola, Libia, Mozambique, Namibia, Nigeria, Senegal, Zimbabue y Gabón junto a Guinea Ecuatorial en una candidatura conjunta.
Con las 8 candidaturas confirmadas la CAF convocó a los 9 países para que realicen las presentaciones oficiales de sus ofertas durante una reunión del Comité Ejecutivo que se llevó a cabo el 14 de mayo de 2006, luego de esta reunión la CAF redujo el número de postulantes a 5 desestimando las propuestas de Mozambique, Namibia, Senegal y Zimbabue, además anunció que la elección del país anfitrión se realizaría en septiembre del mismo año.

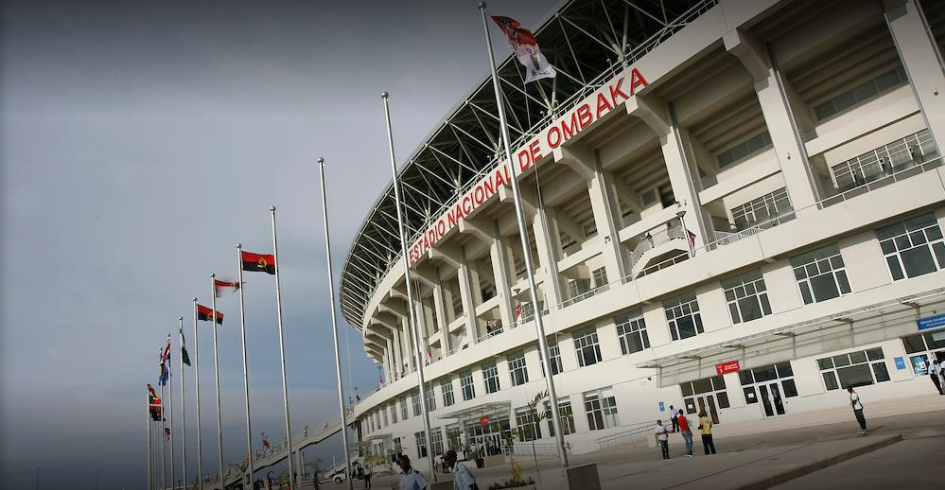
Estadio Nacional de Ombaka

A finales del mes de julio de 2006 una delegación de cinco miembros asignados por la CAF inició el periodo de visitas a cada uno de los 5 países candidatos para evaluar las infraestructuras deportivas como estadios y campos de entrenamiento además de instalaciones hoteleras, hospitales, vías de transporte, telecomunicaciones y seguridad. La delegación visitó Angola del 23 al 26 de julio y a Gabón y Guinea Ecuatorial del 27 al 31 del mismo mes, después se dirigió a Nigeria donde permaneció del 1 al 3 de agosto para finalmente inspeccionar Libia del 7 al 10 de agosto.
Finalmente el 4 de septiembre de 2006 los cinco países realizaron la presentación final de sus candidaturas ante los trece miembros del Comité Ejecutivo de la CAF reunido en El Cairo, tras las presentaciones, el Comité Ejecutivo efectuó la votación para elegir al ganador y el presidente de la CAF, Issa Hayatou, anunció a Angola como el país anfitrión de la Copa Africana de Naciones de 2010. Además de Angola se designó de manera inesperada a la candidatura conjunta de Gabón y Guinea Ecuatorial como organizador de la Copa Africana de Naciones de 2012 y a Libia como organizador de la Copa Africana de Naciones de 2013, en tanto, Nigeria  fue elegido como una sede de reserva en caso alguno de los anfitriones no pudiera cumplir con sus compromisos.
Fue la primera vez que la CAF nombraba las sedes de 3 Copas Africanas en una misma elección, según el secretario general de la CAF, Mustapha Fahmy, esa decisión se tomó para otorgarle a los países anfitriones el tiempo adecuado para preparar los torneos y para que los patrocinadores tengan una idea clara de las siguientes Copas Africanas.
| Candidaturas oficiales para la CAN 2010 | Candidaturas oficiales para la CAN 2010 |
| Países | Torneos CAN organizados anteriormente   |
| --- | --------------------------------------- |
| Angola | Ninguno                                 |
| Gabón/ Guinea Ecuatorial | Ninguno                                 |
| Libia | 1982                                    |
| Mozambique | Ninguno                                 |
| Namibia | Ninguno                                 |
| Nigeria | 1980, 2000                              |
| Senegal | 1992                                    |
| Zimbabue | Ninguno                                 |
| – Candidatura ganadora. – Candidatura elegida para la CAN 2012. – Candidatura elegida para la CAN 2013. – Candidatura desestimada. – Candidatura de reserva en caso alguno de los tres ganadores no pusiesen cumplir con su compromiso. |                                         |
| Fecha de elección: 4 de septiembre de 2006 |                                         |

## Clasificación

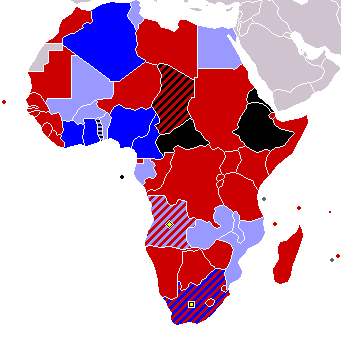
Leyenda:
Países clasificados para la Copa Mundial de Fútbol 2010 y la Copa Africana de Naciones
Países clasificados para la Copa Africana de Naciones 2010.
Países que no clasificaron a la Copa Africana de Naciones 2010.
Países que se retiraron o descalificados.
País sede de la Copa Mundial de Fútbol de 2010, no clasificado a la Copa Africana de Naciones.

La Confederación Africana de Fútbol anunció que la clasificación para la Copa Mundial de 2010 de la CAF también serviría de clasificación para este torneo. A pesar de que Angola será el anfitrión de la Copa Africana de Naciones de 2010, también necesita participar en la clasificación para la Copa Mundial de Fútbol de 2010. Una situación similar es para Sudáfrica, que será el anfitrión de la Copa Mundial de 2010, necesita competir en la Clasificación de la CAF para clasificarse para la Copa Africana de Naciones de 2010.
| Equipos participantes | Equipos participantes | Equipos participantes | Equipos participantes |
| --------------------- | --------------------- | --------------------- | --------------------- |
| Argelia               | Camerún               | Ghana                 | Nigeria               |
| Angola                | Costa de Marfil       | Malaui                | Togo                  |
| Benín                 | Egipto                | Malí                  | Túnez                 |
| Burkina Faso          | Gabón                 | Mozambique            | Zambia                |

## Organización

### Sedes
| Luanda                     | Benguela                  | LuandaBenguelaCabindaLubango |
| -------------------------- | ------------------------- | ---------------------------- |
| Estadio 11 de Novembro     | Complejo del Sr. da Graça | LuandaBenguelaCabindaLubango |
| Capacidad: 50 000          | Capacidad: 35 000         | LuandaBenguelaCabindaLubango |
|                            |                           | LuandaBenguelaCabindaLubango |
| Cabinda                    | Lubango                   | LuandaBenguelaCabindaLubango |
| Estadio Nacional de Chiazi | Estadio Alto da Chela     | LuandaBenguelaCabindaLubango |
| Capacidad: 25 000          | Capacidad: 25 000         | LuandaBenguelaCabindaLubango |
|                            |                           | LuandaBenguelaCabindaLubango |

### Árbitros
Los siguientes árbitros dirigieron los partidos de la Copa África:
| - Mohamed Benouza - Hélder Martins de Carvalho - Coffi Codjia - Desire Doue Normandiez - Essam Abd El Fatah - Koman Coulibaly | - Rajindraparsad Seechurn - Khalil Al Ghamdi - Badara Diatta - Eddy Maillet - Daniel Bennett | - Jerome Damon - Khalid Abdel Rahman - Kokou Djaoupe - Kacem Bennaceur - Muhmed Ssegonga |  |

## Ataque a la selección de Togo
El 8 de enero de 2010, un grupo de atacantes  del Frente para la Liberación del Enclave de Cabinda abrió fuego contra el autobús que transportaba la selección de Togo, cerca de la ciudad de Massabi. La agresión duró unos 20 minutos y dejó 9 heridos, entre ellos el defensa Serge Akakpo y el portero suplente Obilale Kossi. El chofer del autobús murió en el ataque.
En las primeras horas se comentó de la posibilidad de posponer el torneo o del retiro del equipo de Togo, pero ambas opciones fueron descartadas. Sin embargo, el 9 de enero, tras la muerte del segundo entrenador y el jefe de prensa, el gobierno de Togo había solicitado el retorno inmediato de su selección, postura que luego fue ratificada por su director técnico, el francés Hubert Velud, al declarar el retiro de la competición, que en su momento también se plantearon las demás selecciones del Grupo B (Burkina Faso, Ghana y Costa de Marfil). No obstante, tras aquel anuncio, pocas horas después el grupo de jugadores cambió de opinión al tomar la decisión casi por unanimidad de jugar el torneo. Al respecto se pronunció el gobierno togolés con una prohibición taxativa a la selección de tomar parte en la competencia. Finalmente, la selección regresó a su país. El retiro de Togo fue confirmado por la Confederación Africana de Fútbol.
Debido al abandono de la copa, la Confederación Africana de Fútbol sancionó a Togo prohibiéndole participar en la Copa Africana de Naciones 2012 y en la Copa Africana de Naciones 2014, y además la Federación Togolesa de Fútbol deberá pagar una multa de 50.000 dólares.

## Resultados
- Los horarios corresponden a la hora de Luanda (UTC+1).

### Primera fase

#### Grupo A
| Pos. | Equipo     | Pts. | PJ | G | E | P | GF | GC | Dif. | Clasificación    |
| ---- | ---------- | ---- | -- | - | - | - | -- | -- | ---- | ---------------- |
| 1    | Angola (H) | 5    | 3  | 1 | 2 | 0 | 6  | 4  | +2   | Cuartos de final |
| 2    | Argelia    | 4    | 3  | 1 | 1 | 1 | 1  | 3  | −2   | Cuartos de final |
| 3    | Malí       | 4    | 3  | 1 | 1 | 1 | 7  | 6  | +1   |                  |
| 4    | Malaui     | 3    | 3  | 1 | 0 | 2 | 4  | 5  | −1   |                  |

 Fuente: [cita requerida]
Notas:
1. 1 2  Enfrentamiento directo: Mali 0-1 Argelia.

| 10 de enero de 2010, 20:00 | Angola                                                    | 4:4 (2:0) | Malí                                            | Estadio 11 de Novembro, Luanda                                 |                                                                |
|                            | Amado 36', 42' · Gilberto 67' (pen.) · Manucho 74' (pen.) | Reporte   | Keita 79', 90+3' · Kanouté 88' · Yatabaré 90+5' | Asistencia: 45.000 espectadores Árbitro(s): Essam Abd El Fatah | Asistencia: 45.000 espectadores Árbitro(s): Essam Abd El Fatah |

| 11 de enero de 2010, 14:45 | Malaui                                    | 3:0 (2:0) | Argelia | Estadio 11 de Novembro, Luanda                           |                                                          |
|                            | Mwafulirwa 16' · Kafoteka 35' · Banda 48' | Reporte   |         | Asistencia: 1.000 espectadores Árbitro(s): Badara Diatta | Asistencia: 1.000 espectadores Árbitro(s): Badara Diatta |

| 14 de enero de 2010, 17:00 | Malí | 0:1 (0:1) | Argelia      | Estadio 11 de Novembro, Luanda                             |                                                            |
|                            |      | Reporte   | Halliche 43' | Asistencia: 4.000 espectadores Árbitro(s): Muhmed Ssegonga | Asistencia: 4.000 espectadores Árbitro(s): Muhmed Ssegonga |

| 14 de enero de 2010, 19:30 | Angola                  | 2:0 (0:0) | Malaui | Estadio 11 de Novembro, Luanda                                     |                                                                    |
|                            | Amado 48' · Manucho 54' | Reporte   |        | Asistencia: 48.500 espectadores Árbitro(s): Desire Doue Normandiez | Asistencia: 48.500 espectadores Árbitro(s): Desire Doue Normandiez |

| 18 de enero de 2010, 17:00 | Angola | 0:0     | Argelia | Estadio 11 de Novembro, Luanda                           |                                                          |
|                            |        | Reporte |         | Asistencia: 49.000 espectadores Árbitro(s): Jerome Damon | Asistencia: 49.000 espectadores Árbitro(s): Jerome Damon |

| 18 de enero de 2010, 17:00 | Malí                                 | 3:1 (2:0) | Malaui         | Estadio Nacional de Chiazi, Cabinda                                 |                                                                     |
|                            | Kanouté 1' · Keita 3' · Bagayoko 85' | Reporte   | Mwafulirwa 58' | Asistencia: 21.000 espectadores Árbitro(s): Rajindraparsad Seechurn | Asistencia: 21.000 espectadores Árbitro(s): Rajindraparsad Seechurn |

#### Grupo B
| Pos. | Equipo          | Pts. | PJ | G | E | P | GF | GC | Dif. | Clasificación    |
| ---- | --------------- | ---- | -- | - | - | - | -- | -- | ---- | ---------------- |
| 1    | Costa de Marfil | 4    | 2  | 1 | 1 | 0 | 3  | 1  | +2   | Cuartos de final |
| 2    | Ghana           | 3    | 2  | 1 | 0 | 1 | 2  | 3  | −1   | Cuartos de final |
| 3    | Burkina Faso    | 1    | 2  | 0 | 1 | 1 | 0  | 1  | −1   |                  |
| 4    | Togo (D)        | 0    | 0  | 0 | 0 | 0 | 0  | 0  | 0    |                  |

 Fuente: [cita requerida]
Notas:
1. ↑  Togo abandonó el torneo por el ataque recibido en el viaje para enfrentar a Ghana, por lo que oficialmente fue descalificado.[17] El Grupo B pasó a ser de solo tres equipos.

| 11 de enero de 2010, 17:00 | Costa de Marfil | 0:0     | Burkina Faso | Estadio Nacional de Chiazi, Cabinda                        |                                                            |
|                            |                 | Reporte |              | Asistencia: 5.000 espectadores Árbitro(s): Kacem Bennaceur | Asistencia: 5.000 espectadores Árbitro(s): Kacem Bennaceur |

| 11 de enero de 2010, 19:30 | Ghana | Cancelado | Togo | Estadio Nacional de Chiazi, Cabinda |  |

| 15 de enero de 2010, 17:00 | Burkina Faso | Cancelado | Togo | Estadio Nacional de Chiazi, Cabinda |  |

| 15 de enero de 2010, 19:30 | Costa de Marfil                       | 3:1 (1:0) | Ghana             | Estadio Nacional de Chiazi, Cabinda                      |                                                          |
|                            | Gervinho 22' · Tiéné 66' · Drogba 90' | Reporte   | Gyan 90+3' (pen.) | Asistencia: 23.000 espectadores Árbitro(s): Jerome Damon | Asistencia: 23.000 espectadores Árbitro(s): Jerome Damon |

| 19 de enero de 2010, 17:00 | Burkina Faso | 0:1 (0:1) | Ghana    | Estadio 11 de Novembro, Luanda                          |                                                         |
|                            |              | Reporte   | Ayew 30' | Asistencia: 8.000 espectadores Árbitro(s): Eddy Maillet | Asistencia: 8.000 espectadores Árbitro(s): Eddy Maillet |

| 19 de enero de 2010, 17:00 | Costa de Marfil | Cancelado | Togo | Estadio Nacional de Chiazi, Cabinda |  |

#### Grupo C
| Pos. | Equipo     | Pts. | PJ | G | E | P | GF | GC | Dif. | Clasificación    |
| ---- | ---------- | ---- | -- | - | - | - | -- | -- | ---- | ---------------- |
| 1    | Egipto     | 9    | 3  | 3 | 0 | 0 | 7  | 1  | +6   | Cuartos de final |
| 2    | Nigeria    | 6    | 3  | 2 | 0 | 1 | 5  | 3  | +2   | Cuartos de final |
| 3    | Benín      | 1    | 3  | 0 | 1 | 2 | 2  | 5  | −3   |                  |
| 4    | Mozambique | 1    | 3  | 0 | 1 | 2 | 2  | 7  | −5   |                  |

 Fuente: [cita requerida]
| 12 de enero de 2010, 17:00 | Egipto                             | 3:1 (1:1) | Nigeria   | Complejo del Sr. da Graça, Benguela                                 |                                                                     |
|                            | Moteab 34' · Hassan 54' · Nagy 87' | Reporte   | Obasi 12' | Asistencia: 18.000 espectadores Árbitro(s): Rajindraparsad Seechurn | Asistencia: 18.000 espectadores Árbitro(s): Rajindraparsad Seechurn |

| 12 de enero de 2010, 19:30 | Mozambique               | 2:2 (1:2) | Benín                                | Complejo del Sr. da Graça, Benguela                             |                                                                 |
|                            | Lobo 29' · Gonçalves 54' | Reporte   | Omotoyossi 14' (p) · Khan 20' (a.g.) | Asistencia: 15.000 espectadores Árbitro(s): Khalid Abdel Rahman | Asistencia: 15.000 espectadores Árbitro(s): Khalid Abdel Rahman |

| 16 de enero de 2010, 17:00 | Nigeria              | 1:0 (1:0) | Benín | Complejo del Sr. da Graça, Benguela                                   |                                                                       |
|                            | Aiyegbeni 42' (pen.) | Reporte   |       | Asistencia: 8.000 espectadores Árbitro(s): Hélder Martins de Carvalho | Asistencia: 8.000 espectadores Árbitro(s): Hélder Martins de Carvalho |

| 16 de enero de 2010, 19:30 | Egipto                     | 2:0 (0:0) | Mozambique | Complejo del Sr. da Graça, Benguela                       |                                                           |
|                            | Khan 47' (a.g.) · Nagy 81' | Reporte   |            | Asistencia: 16.000 espectadores Árbitro(s): Kokou Djaoupe | Asistencia: 16.000 espectadores Árbitro(s): Kokou Djaoupe |

| 20 de enero de 2010, 17:00 | Egipto                       | 2:0 (2:0) | Benín | Complejo del Sr. da Graça, Benguela                        |                                                            |
|                            | Al-Muhammadi 7' · Moteab 23' | Reporte   |       | Asistencia: 12.500 espectadores Árbitro(s): Daniel Bennett | Asistencia: 12.500 espectadores Árbitro(s): Daniel Bennett |

| 20 de enero de 2010, 17:00 | Nigeria                          | 3:0 (1:0) | Mozambique | Estadio Alto da Chela, Lubango                              |                                                             |
|                            | Odemwingie 45' 47' · Martins 86' | Reporte   |            | Asistencia: 10.000 espectadores Árbitro(s): Koman Coulibaly | Asistencia: 10.000 espectadores Árbitro(s): Koman Coulibaly |

#### Grupo D
| Pos. | Equipo  | Pts. | PJ | G | E | P | GF | GC | Dif. | Clasificación    |
| ---- | ------- | ---- | -- | - | - | - | -- | -- | ---- | ---------------- |
| 1    | Zambia  | 4    | 3  | 1 | 1 | 1 | 5  | 5  | 0    | Cuartos de final |
| 2    | Camerún | 4    | 3  | 1 | 1 | 1 | 5  | 5  | 0    | Cuartos de final |
| 3    | Gabón   | 4    | 3  | 1 | 1 | 1 | 2  | 2  | 0    |                  |
| 4    | Túnez   | 3    | 3  | 0 | 3 | 0 | 3  | 3  | 0    |                  |

 Fuente: [cita requerida]
Notas:
1. 1 2 3  Desempate por goles anotados entre sí: Zambia 4, Cameroon 3, Gabon 2.

| 13 de enero de 2010, 17:00 | Camerún | 0:1 (0:1) | Gabón      | Estadio Alto da Chela, Lubango                             |                                                            |
|                            |         | Reporte   | Cousin 17' | Asistencia: 15.000 espectadores Árbitro(s): Daniel Bennett | Asistencia: 15.000 espectadores Árbitro(s): Daniel Bennett |

| 13 de enero de 2010, 19:30 | Zambia      | 1:1 (1:1) | Túnez        | Estadio Alto da Chela, Lubango                              |                                                             |
|                            | Mulenga 19' | Reporte   | Dhaouadi 40' | Asistencia: 17.000 espectadores Árbitro(s): Koman Coulibaly | Asistencia: 17.000 espectadores Árbitro(s): Koman Coulibaly |

| 17 de enero de 2010, 17:00 | Gabón | 0:0     | Túnez | Estadio Alto da Chela, Lubango                           |                                                          |
|                            |       | Reporte |       | Asistencia: 16.000 espectadores Árbitro(s): Coffi Codjia | Asistencia: 16.000 espectadores Árbitro(s): Coffi Codjia |

| 17 de enero de 2010, 19:30 | Camerún                               | 3:2 (0:1) | Zambia                          | Estadio Alto da Chela, Lubango                               |                                                              |
|                            | Geremi 68' · Eto'o 71' · Idrissou 86' | Reporte   | Mulenga 8' · Katongo 81' (pen.) | Asistencia: 15.000 espectadores Árbitro(s): Khalil Al Ghamdi | Asistencia: 15.000 espectadores Árbitro(s): Khalil Al Ghamdi |

| 21 de enero de 2010, 17:00 | Gabón            | 1:2 (0:1) | Zambia                    | Complejo del Sr. da Graça, Benguela                        |                                                            |
|                            | Do Marcolino 83' | Reporte   | Kalaba 28' · Chamanga 62' | Asistencia: 5.000 espectadores Árbitro(s): Mohamed Benouza | Asistencia: 5.000 espectadores Árbitro(s): Mohamed Benouza |

| 21 de enero de 2010, 17:00 | Camerún                 | 2:2 (0:1) | Túnez                            | Estadio Alto da Chela, Lubango                                     |                                                                    |
|                            | Eto'o 47' · N'Guemo 64' | Reporte   | Chermiti 1' · Chedjou 63' (a.g.) | Asistencia: 19.000 espectadores Árbitro(s): Desire Doue Normandiez | Asistencia: 19.000 espectadores Árbitro(s): Desire Doue Normandiez |

### Segunda fase
|  | Cuartos de final   | Cuartos de final |         |         | Semifinales | Semifinales |         |              | Final        | Final |  |
|  |                    |                  |         |         |             |             |         |              |              |       |  |
|  |                    |                  |         |         |             |             |         |              |              |       |  |
|  | Angola             | 0                |         |         |             |             |         |              |              |       |  |
|  | Angola             | 0                |         |         |             |             |         |              |              |       |  |
|  | Ghana              | 1                |         |         |             |             |         |              |              |       |  |
|  | Ghana              | 1                |         | Ghana   | 1           |             |         |              |              |       |  |
|  |                    |                  |         | Ghana   | 1           |             |         |              |              |       |  |
|  |                    |                  | Nigeria | 0       |             |             |         |              |              |       |  |
|  | Zambia             | 0 (4)            | Nigeria | 0       |             |             |         |              |              |       |  |
|  | Zambia             | 0 (4)            |         |         |             |             |         |              |              |       |  |
|  | Nigeria (t.s.) (p) | 0 (5)            |         |         |             |             |         |              |              |       |  |
|  | Nigeria (t.s.) (p) | 0 (5)            |         |         |             |             |         | Ghana        | 0            |       |  |
|  |                    |                  |         |         |             |             |         | Ghana        | 0            |       |  |
|  |                    |                  | Egipto  | 1       |             |             |         |              |              |       |  |
|  | Costa de Marfil    | 2                | Egipto  | 1       |             |             |         |              |              |       |  |
|  | Costa de Marfil    | 2                |         |         |             |             |         |              |              |       |  |
|  | Argelia (t.s.)     | 3                |         |         |             |             |         |              |              |       |  |
|  | Argelia (t.s.)     | 3                |         | Argelia | 0           |             |         | Tercer lugar | Tercer lugar |       |  |
|  |                    |                  |         | Argelia | 0           |             |         | Tercer lugar | Tercer lugar |       |  |
|  |                    |                  | Egipto  | 4       |             |             |         |              |              |       |  |
|  | Egipto (t.s.)      | 3                | Egipto  | 4       |             |             | Nigeria | 1            |              |       |  |
|  | Egipto (t.s.)      | 3                |         |         |             |             | Nigeria | 1            |              |       |  |
|  | Camerún            | 1                |         |         |             |             |         |              | Argelia      | 0     |  |
|  | Camerún            | 1                |         |         |             |             |         |              | Argelia      | 0     |  |
|  |                    |                  |         |         |             |             |         |              |              |       |  |

#### Cuartos de final
| 24 de enero de 2010, 17:00 | Angola | 0:1 (0:1) | Ghana    | Estadio 11 de Novembro, Luanda                              |                                                             |
|                            |        | Reporte   | Gyan 15' | Asistencia: 50.000 espectadores Árbitro(s): Mohamed Benouza | Asistencia: 50.000 espectadores Árbitro(s): Mohamed Benouza |

| 24 de enero de 2010, 20:30 | Costa de Marfil      | 2:3 (1:1) (t. s.) | Argelia                                     | Estadio Nacional de Chiazi, Cabinda                      |                                                          |
|                            | Kalou 4' · Keita 89' | Reporte           | Matmour 40' · Bougherra 90+1' · Bouazza 93' | Asistencia: 10.000 espectadores Árbitro(s): Eddy Maillet | Asistencia: 10.000 espectadores Árbitro(s): Eddy Maillet |

| 25 de enero de 2010, 17:00 | Egipto                         | 3:1 (1:1) (t. s.) | Camerún   | Complejo del Sr. da Graça, Benguela                      |                                                          |
|                            | A. Hassan 37' 103' · Geddo 92' | Reporte           | Emana 25' | Asistencia: 12.000 espectadores Árbitro(s): Jerome Damon | Asistencia: 12.000 espectadores Árbitro(s): Jerome Damon |

| 25 de enero de 2010, 20:30 | Zambia                                           | 0:0 (t. s.)(4:5 p.)        | Nigeria                                         | Estadio Alto da Chela, Lubango                                 |                                                                |
|                            |                                                  | Reporte                    |                                                 | Asistencia: 10.000 espectadores Árbitro(s): Essam Abd El Fatah | Asistencia: 10.000 espectadores Árbitro(s): Essam Abd El Fatah |
|                            |                                                  | Tiros desde el punto penal |                                                 |                                                                |                                                                |
|                            | Chivuta · C.Katongo · Mayuka · Nyrienda · Mweene |                            | Mikel · Martins · Obinna · Odemwingie · Enyeama |                                                                |                                                                |

#### Semifinales
| 28 de enero de 2010, 17:00 | Ghana    | 1:0 (1:0) | Nigeria | Estádio 11 de Novembro, Luanda                            |                                                           |
|                            | Gyan 21' | Reporte   |         | Asistencia: 7.500 espectadores Árbitro(s): Daniel Bennett | Asistencia: 7.500 espectadores Árbitro(s): Daniel Bennett |

| 28 de enero de 2010, 20:30 | Argelia | 0:4 (0:1) | Egipto                                                       | Complexo da Sr. da Graça, Benguela                       |                                                          |
|                            |         | Reporte   | Hosny 39' (pen.) · Zidan 65' · Abdel-Shafy 80' · Geddo 90+3' | Asistencia: 30.000 espectadores Árbitro(s): Coffi Codjia | Asistencia: 30.000 espectadores Árbitro(s): Coffi Codjia |

#### Tercer lugar
| 30 de enero de 2010, 17:00 | Nigeria    | 1:0 (0:0) | Argelia | Complexo da Sr. da Graça, Benguela                        |                                                           |
|                            | Obinna 55' | Reporte   |         | Asistencia: 12.000 espectadores Árbitro(s): Badara Diatta | Asistencia: 12.000 espectadores Árbitro(s): Badara Diatta |

#### Final
| 31 de enero de 2010, 17:00 | Ghana | 0:1 (0:0) | Egipto    | Estádio 11 de Novembro, Luanda                              |                                                             |
|                            |       | Reporte   | Geddo 85' | Asistencia: 50 000 espectadores Árbitro(s): Koman Coulibaly | Asistencia: 50 000 espectadores Árbitro(s): Koman Coulibaly |

|                           |
| Bandera de Egipto         |
| Campeón Egipto 7.º título |

## Goleadores
5 goles
- Gedo

3 goles
- Flávio
- Ahmed Hassan
- Asamoah Gyan
- Seydou Keita

2 goles
- Manucho
- Samuel Eto'o
- Emad Moteab
- Russell Mwafulirwa
- Frédéric Kanouté
- Peter Odemwingie
- Jacob Mulenga

1 gol
- Hamer Bouazza
- Madjid Bougherra
- Rafik Halliche
- Karim Matmour
- Gilberto
- Razak Omotoyossi
- Achille Emaná
- Geremi
- Mohammadou Idrissou
- Landry N'Guémo
- Didier Drogba
- Gervinho
- Salomon Kalou
- Kader Keïta
- Siaka Tiéné
- Mohamed Abdel-Shafy
- Hosny Abd Rabo
- Ahmed Elmohamady
- Mohamed Zidan
- Daniel Cousin
- Fabrice Do Marcolino
- André Ayew
- Davi Banda
- Elvis Kafoteka
- Mamadou Bagayoko
- Mustapha Yatabaré
- Fumo
- Miro
- Obafemi Martins
- Chinedu Obasi
- Victor Obinna
- Yakubu
- Amine Chermiti
- Zouheir Dhaouadi
- James Chamanga
- Rainford Kalaba
- Christopher Katongo

Autogoles
2 goles
- Dario Khan (ante Benín y Egipto)

1 gol
- Aurélien Chedjou (ante Túnez)

## Premios
- Mejor jugador:  Ahmed Hassan[18]
- Premio Fair Play:  Ahmed Fathy[18]
- Jugador Revelación:  Gedo[18]
- Mejor guardameta:  Essam El-Hadary[18]
- Goleador:  Gedo[18]

### Equipo Ideal
Seleccionados por posición y rendimiento en el torneo.
| Guardameta      | Defensas                           | Centrocampistas                                     | Delanteros                        |
| --------------- | ---------------------------------- | --------------------------------------------------- | --------------------------------- |
| Essam El-Hadary | Madjid Bougherra Wael Gomaa Mabiná | Ahmed Fathy Peter Odemwingie Alex Song Ahmed Hassan | Asamoah Gyan Mohamed Zidan Flávio |

Suplentes
- Richard Kingson
- Gedo
- Emmanuel Mbola
- Karim Ziani
- Achille Emaná
- Kwadwo Asamoah
- Seydou Keita
- André Ayew
- Eric Mouloungui
- Chinedu Obasi
- Salomon Kalou
- Jacob Mulenga